# 87式自走高射機関砲
87式自走高射機関砲（はちななしきじそうこうしゃきかんほう）は、陸上自衛隊が装備する自走式対空砲である。
防衛省では略称を「87AW」、広報向け愛称を「スカイシューター」としているが、民間では非公式に「ガンタンク」とも愛称される。

## 開発

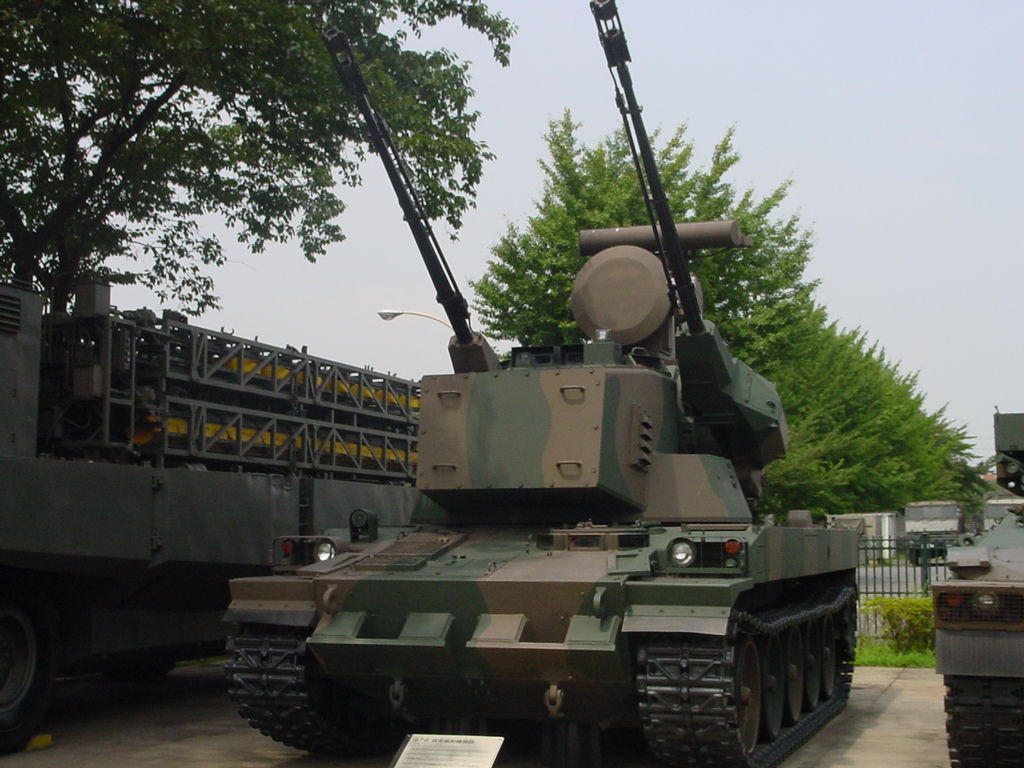
陸上自衛隊広報センターの試作車

アメリカ軍から供与されていたM42自走高射機関砲およびM15A1対空自走砲の後継として、1978年（昭和53年）に部分試作が開始された。
西ドイツ陸軍（当時）のゲパルト自走対空砲を参考に、当初は61式戦車の車体（架台車）を流用する構想であったが、試作を作った際に61式戦車の車体に対して砲塔が過大だったことと、計画自体が10年ほど延期されたことによるST車体の陳腐化のため、74式戦車の車体を拡大した新造車体に改めて1982年（昭和57年）に全体試作を開始し、試作車両は1983年（昭和58年）に完成、各種テストの結果1987年（昭和62年）に制式化された。試作車には92式地雷原処理ローラ用の装着部があったが量産車では廃止されている。試作車は、2008年（平成20年）時点で陸上自衛隊広報センターに展示されている。
車体部の設計は91式戦車橋に流用されている。

## 特徴

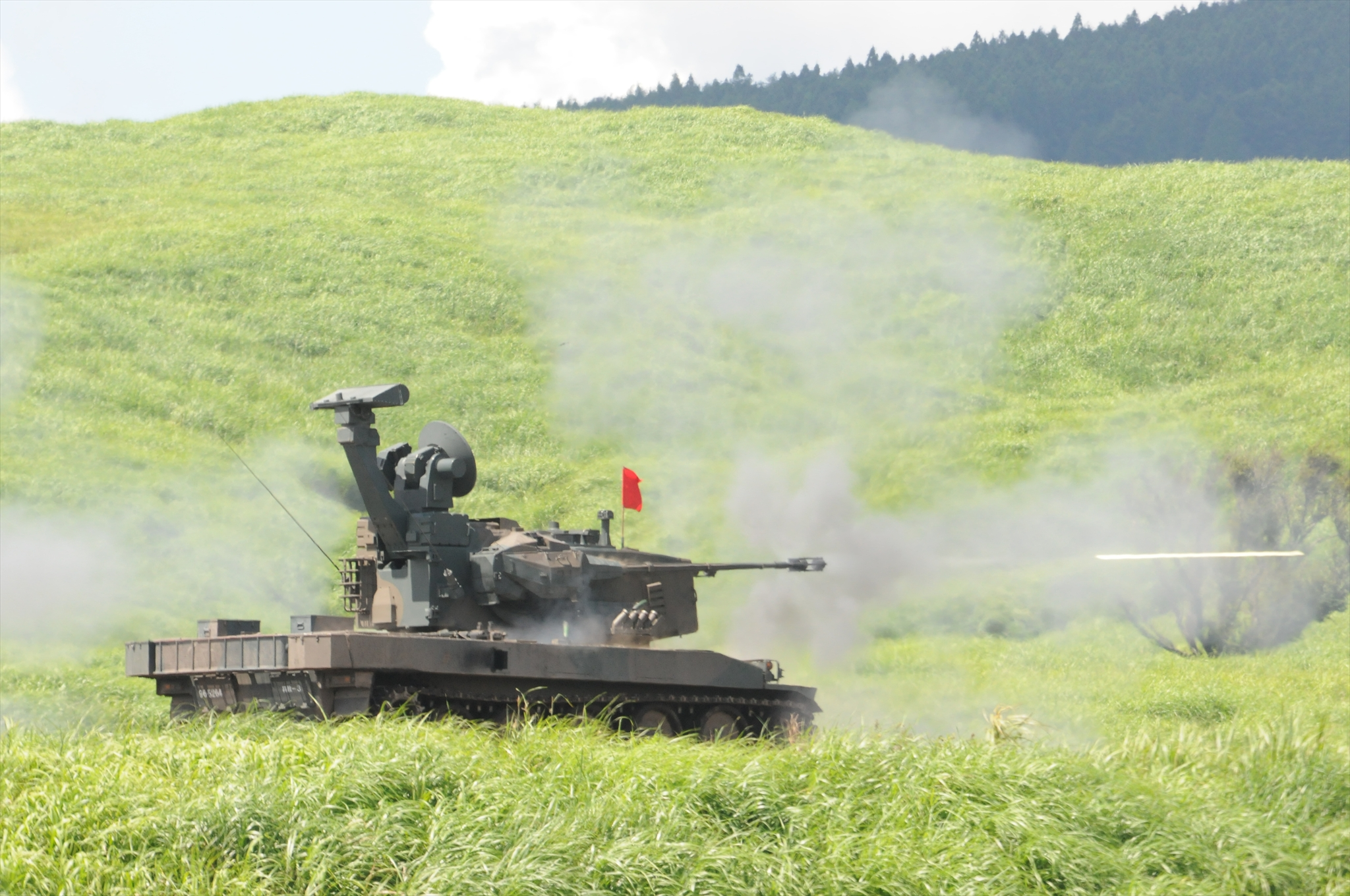
対地水平射撃中の87式自走高射機関砲

車体部は三菱重工業、砲塔部は日本製鋼所が製造した。
乗員は砲班長（車長）、射手（砲手）、砲手（操縦手）の3名。
砲塔の左右にスイスのエリコン社製35mm対空機関砲KDAを1門ずつ、2門装備し、砲塔上部の後方にパルス・ドップラー方式の索敵レーダーと、追尾レーダーが配置されている。後上方の水平棒状のものが索敵レーダー、前を向いた皿状のものが追尾レーダー、それぞれのアンテナで、畳み格納すると車高を低く抑えられる。光学照準システムはバックアップ用であるが、映像システム、TVカメラ、低光度TVカメラ、赤外線映像装置、レーザー測遠機が搭載され、夜間の電波妨害下も行動が可能である。
防御装置として発煙弾発射機を砲塔基部左右に装備しているが、前期型は三連装、後期型は四連装と異なっている。
消費電力の大きいレーダーを同時使用するため、車体前部右側には搭載機器の電力を補う補助動力装置 (APU) が搭載されている。車体の左右側面には多くの点検用パネルが設けられ、様々な機器が収納されている。
74式戦車の車体を利用し重量も同等で、随伴行動が可能である。車体サイズが74式と同等で、分解せずに73式特大型セミトレーラで積載運搬が可能である。運搬時は接触損傷を防ぐためアンテナは畳む。のちに開発された90式戦車は機動力に差があり、一体運用に支障がある。
対空用の徹甲榴弾・榴弾（近接信管無し）を用意しており、対地攻撃用にAPDS-T（装弾筒付曳光徹甲弾）も準備している。搭載する機関砲は地上目標に対する水平射撃も可能で、74式戦車と同様の姿勢制御により走行中や斜面からの射撃も可能にしている。同じ機関砲を使用するエリコン社製35mm2連装高射機関砲 L-90と比べると、有効射程や命中公算（命中精度）が向上している。
レーダーは61式戦車の車体を使用した初期の試作車では、砲塔後部上面にディッシュ型アンテナを装備するのみだったが、後の74式戦車の車体を使用した試作車では捜索専用レーダーが追加され、量産車と同様の配置になっている。
35mm機関砲の命中率は優れているものの、射程は戦闘ヘリコプターや航空機に搭載されるミサイルや誘導爆弾より短いため、アウトレンジ戦法により破壊される可能性が大きく、現代の戦場では実用性が低いとも指摘されている。対策として特性の異なる地対空ミサイル (SAM) と相互に補い合うガン・ミサイルコンプレックスや、背の高い草地などに潜み待ち伏せすることで防空能力を発揮する装備品と位置づけられている。
射撃管制装置や各種レーダーも搭載した高性能な自走高射砲だが、調達費が15億円超と高額で、1994年（平成6年）調達数2両、2004年（平成16年）調達数1両と年毎に数両しか導入できず、2002年（平成14年）度契約で調達を終了し、計52両で生産を終了した。教育部隊以外の配備先は、第7師団の第7高射特科連隊および第2師団の第2高射特科大隊第3高射中隊のみの少数に留まっている。
海外では自走高射砲に携帯式防空ミサイルシステムの車載型など小型SAMを追加装備し、単独で砲とミサイルによる複合的な防空が可能なハイブリッド方式へ改修された。ゲパルトはFIM-92 スティンガーを追加したが、87式自走高射機関砲は改修前に生産が終了して予算が割り当てられず、別途、地対空ミサイルを搭載した車両が必要となるなど、調達費に加え実質的な運用コストも上昇している。のちに配備された89式装甲戦闘車は歩兵戦闘車であるが、対空射撃が可能な90口径35mm機関砲KDEに加え、2基の79式対舟艇対戦車誘導弾発射装置を装備したハイブリッド方式で設計されている。

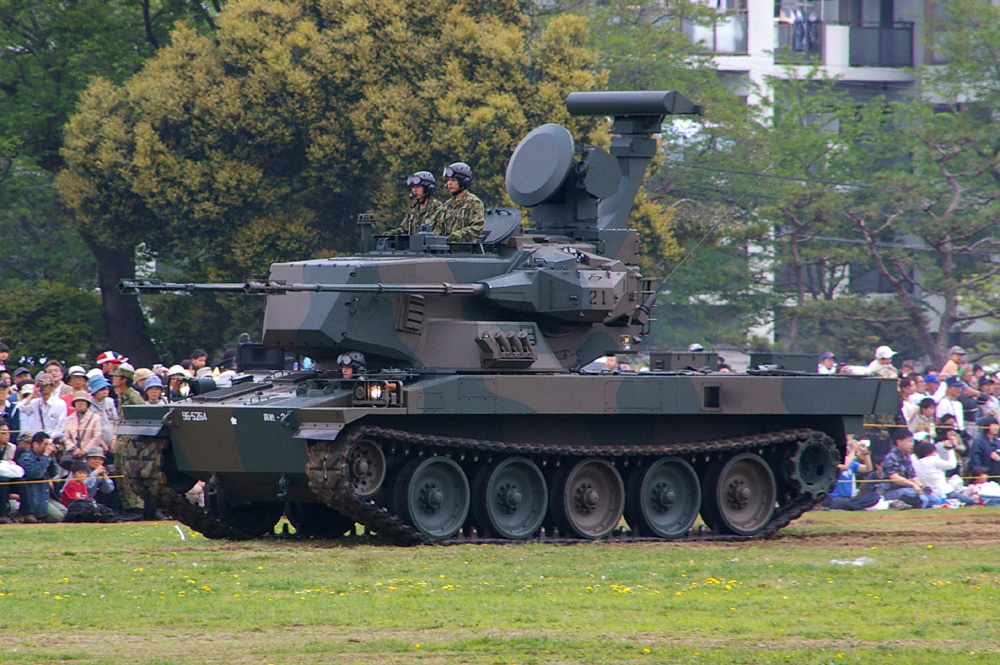
履帯周辺にSTBの特徴を見る事ができる。戦車に比べシルエットが高い。
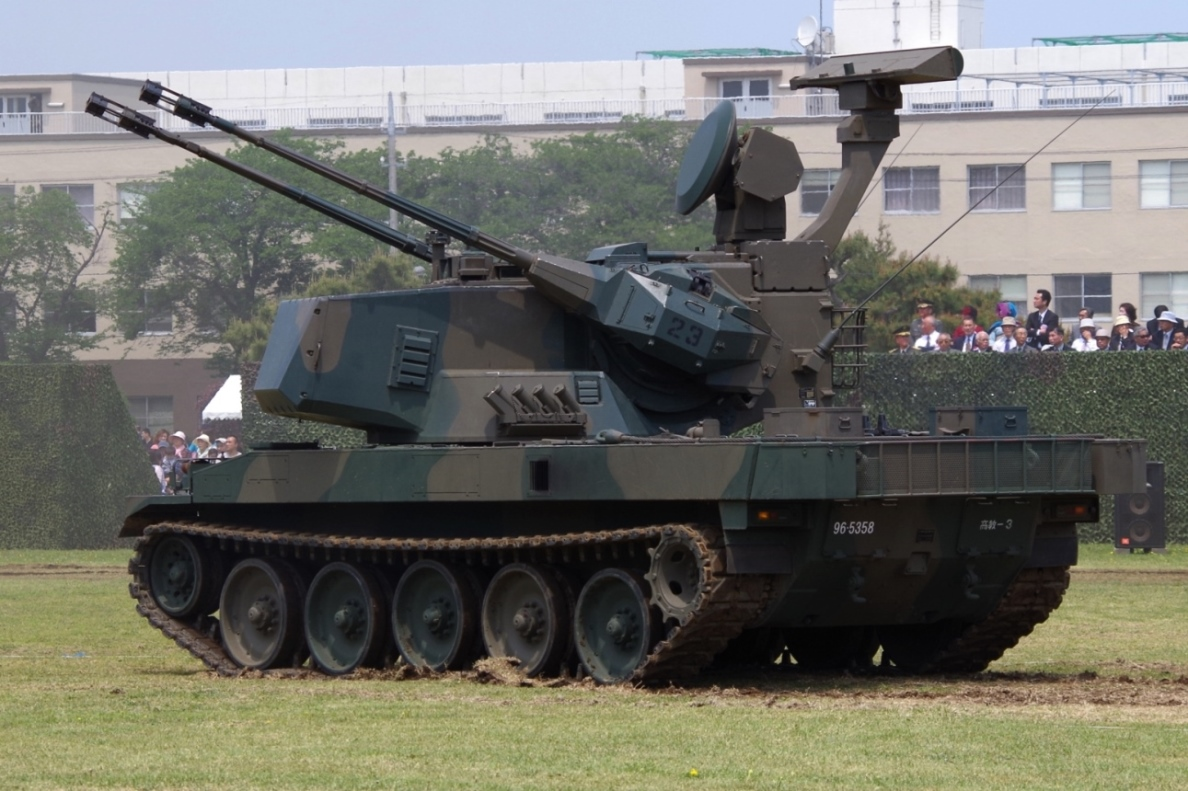
対空目標を追尾する様子。目標の動きに合わせて砲塔を旋回させ、常に照準を目標に合わせ続けている。
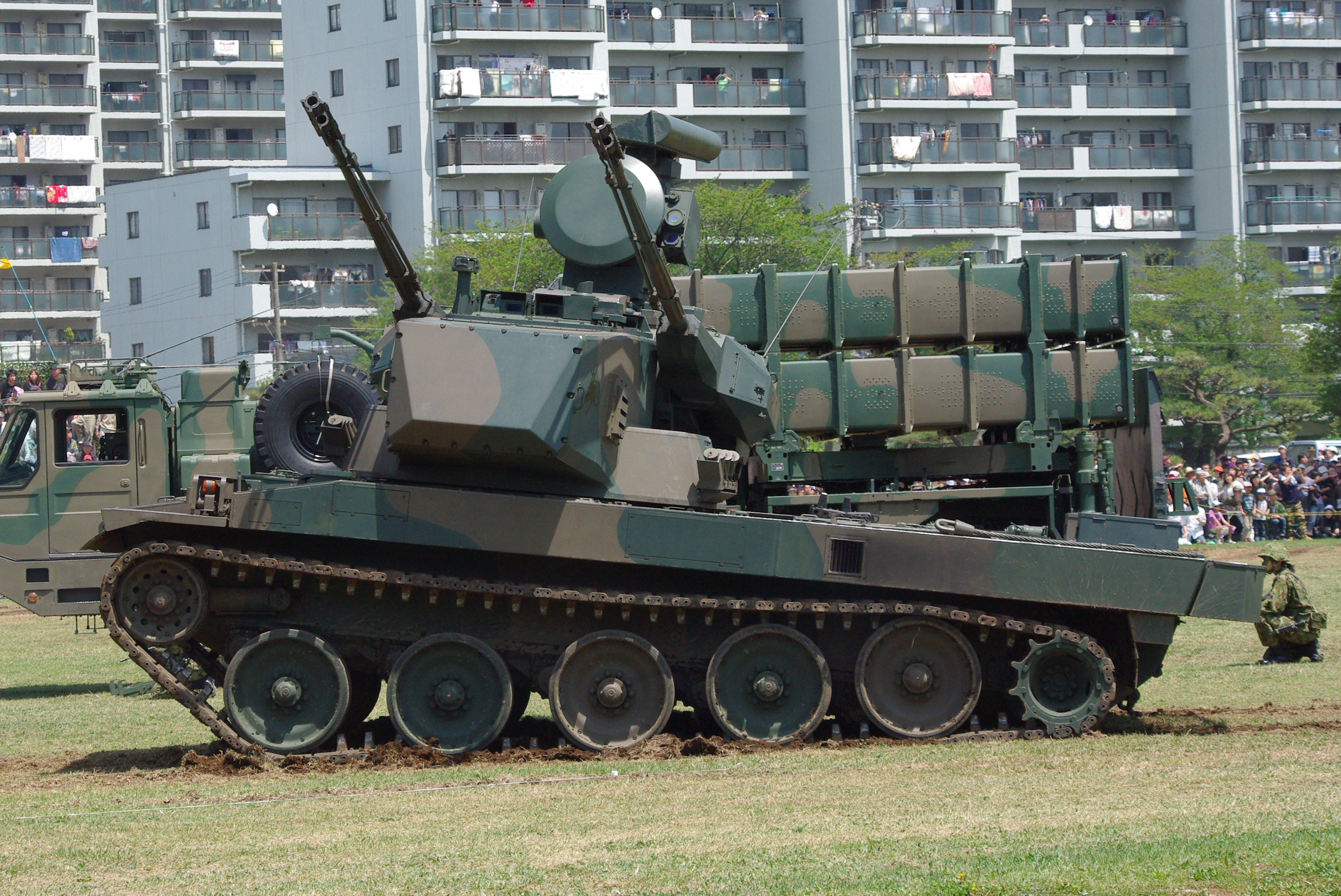
油気圧サスペンションにより、車体後部の車高を低くしている状態。
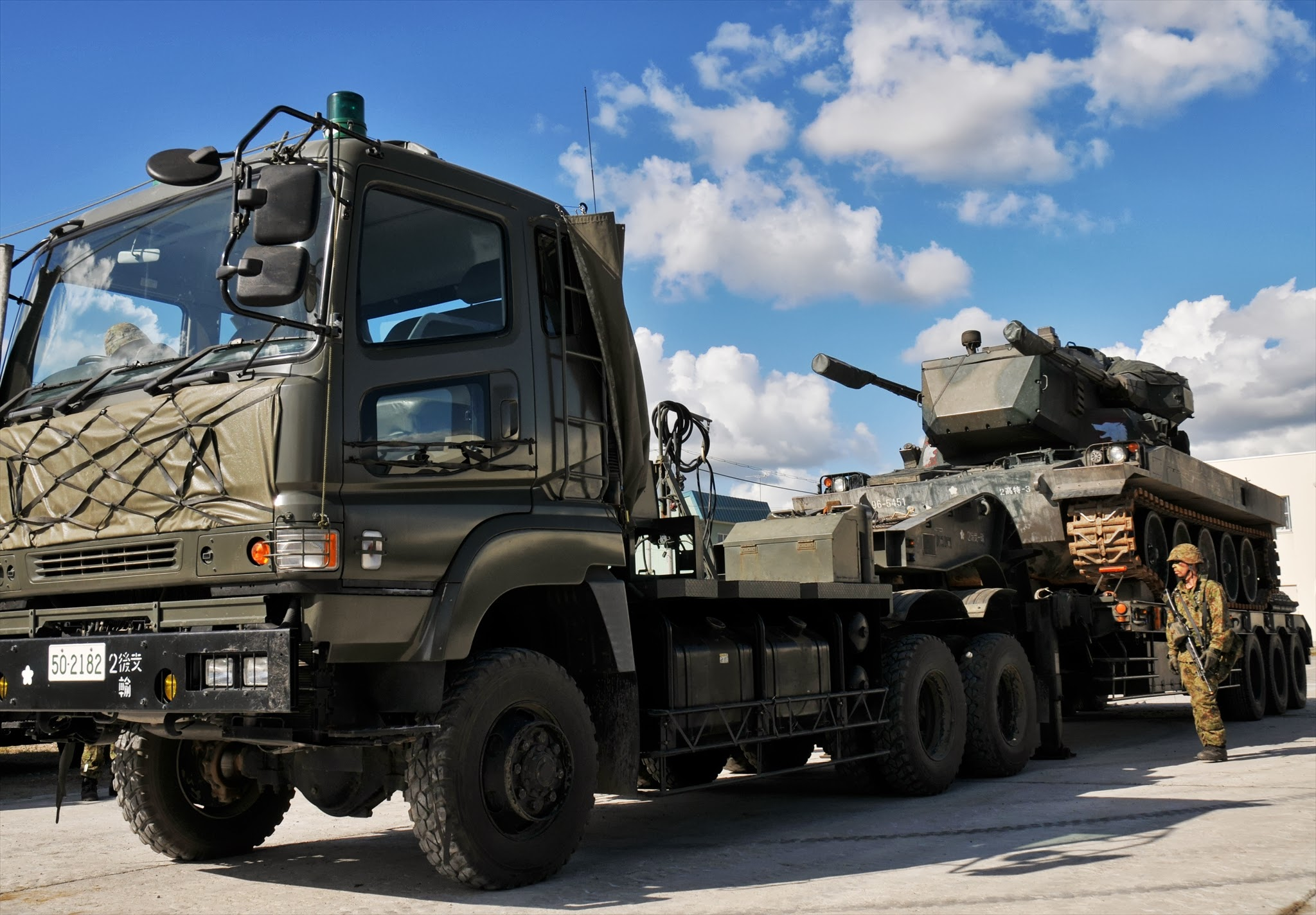
アンテナを畳み73式特大型セミトレーラに積載した状態

## 比較
|          | ゲパルト     | 87式         | マークスマン | 95式                | K30                    | ツングースカ             | 09式               |
| -------- | ------------ | ------------ | ------------ | ------------------- | ---------------------- | ------------------------ | ------------------ |
| 画像     |              |              |              |                     |                        |                          |                    |
| 全長     | 7.68 m       | 7.99 m       | 6.20 m       | 6.71 m              | 6.77 m                 | 7.93 m                   | 6.70 m             |
| 全幅     | 3.71 m       | 3.18 m       | 3.60 m       | 3.2 m               | 3.3 m                  | 3.24 m                   | 3.2 m              |
| 全高     | 3.29 m       | 4.40 m       | 不明         | 3.4 m 4.82 m        | 4.065 m                | 3.36 m 4.01 m            | 3.4 m 4.82 m       |
| 重量     | 47.5 t       | 38.0 t       | 41.0 t       | 22.5 t              | 25.0 t                 | 34.0 t                   | 35.0 t             |
| 武装     | 35mm機関砲×2 | 35mm機関砲×2 | 35mm機関砲×2 | 25mm機関砲×4 QW-2×4 | 30mm機関砲×2 神弓×不明 | 30mm連装機関砲×2 9M311×4 | 35mm機関砲x2 SAMx4 |
| 最高速度 | 65 km/h      | 53 km/h      | 52 km/h      | 53 km/h             | 60 km/h                | 65 km/h                  | 55 km/h            |
| 乗員数   | 3名          | 3名          | 3名          | 4名                 | 3名                    | 4名                      | 3名                |

## 調達と配備
| 予算計上年度         | 調達数 |
| -------------------- | ------ |
| 昭和62年度（1987年） | 4両    |
| 昭和63年度（1988年） | 8両    |
| 平成 1年度（1989年） | 8両    |
| 平成 2年度（1990年） | 8両    |
| 平成 3年度（1991年） | 6両    |
| 平成 4年度（1992年） | 3両    |
| 平成 5年度（1993年） | 2両    |
| 平成 6年度（1994年） | 2両    |
| 平成 7年度（1995年） | 2両    |
| 平成 8年度（1996年） | 2両    |
| 平成 9年度（1997年） | 2両    |
| 平成10年度（1998年） | 1両    |
| 平成11年度（1999年） | 1両    |
| 平成12年度（2000年） | 1両    |
| 平成13年度（2001年） | 1両    |
| 平成14年度（2002年） | 1両    |
| 合計                 | 52両   |

### 配備部隊・機関

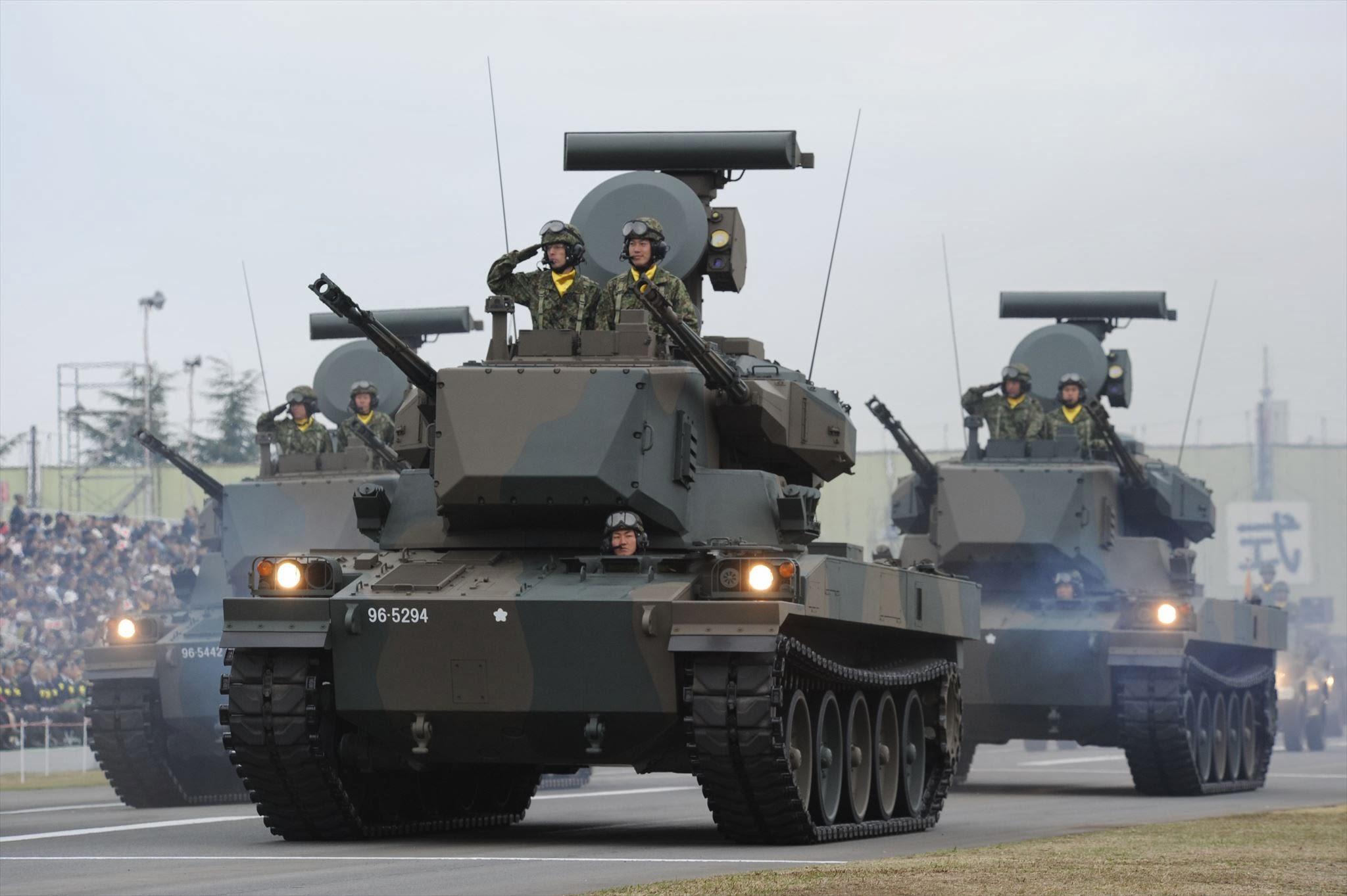
平成22年度観閲式で行進する高射教導隊の87式自走高射機関砲

北部方面隊
- 第2師団
  - 第2高射特科大隊
    - 第3高射中隊（2個小隊：8両）
- 第7師団
  - 第7高射特科連隊
    - 第1高射中隊（2個小隊：8両）
    - 第2高射中隊（2個小隊：8両）
    - 第3高射中隊（2個小隊：8両）
    - 第4高射中隊（2個小隊：8両）

防衛大臣直轄部隊
- 陸上自衛隊高射学校
  - 高射教導隊
    - 第3高射中隊（2個小隊：8両）

- 陸上自衛隊武器学校（土浦駐屯地）

## 登場作品

### 映画
『ガメラ2 レギオン襲来』
実車が日本映画初登場。第二防衛ラインに展開し、飛来してきた小型レギオン編隊の5分の4を撃墜する。なお、レギオンが無線やレーダーなどの電波を放つ目標を優先的に狙うことから、レーダーではなく光学照準による射撃を実施した。

### アニメ・漫画
『オメガトライブ キングダム』
自衛隊のダミー・クーデター時に登場する。
『最臭兵器』
主人公を迎撃すべく出動する部隊に混成しているが、攻撃シーンはない。
『RAID ON TOKYO』
航空自衛隊の戦闘機を追いかけるソ連軍の戦闘機を追い払うが、空自戦闘機のIFFが故障していたため、誤って攻撃する。

### 小説
『ゲート 自衛隊 彼の地にて、斯く戦えり』
小説版、アニメ版に異世界へ派遣された自衛隊の装備として登場。帝国軍の竜騎兵を迎撃する。
『征途』
本車そのものは直接的には登場しないが、作中では「八七式自走三十五ミリ機関砲」の名称で登場し、超大型護衛艦「やまと」（旧戦艦大和）が搭載するCIWS「九〇式35ミリ近接防御システム」のベースとなったことが述べられている。
『覇権交代』
陸上自衛隊所属車両が作品終盤に登場する。アメリカ海兵隊とともに海南島の海口市攻略作戦に参加し、2両が人民解放軍のロケット弾攻撃を受けて撃破される。

### ゲーム
『Wargame Red Dragon』
自衛隊デッキに「GUNTANK」の名称で登場する。
『War Thunder』
日本ツリーの自走式対空砲として「Type 87」の名称で登場する。
『凱歌の号砲 エアランドフォース』
日本を占拠した自衛隊の車両として登場。プレイヤーも購入して使用できる。
『戦闘国家シリーズ』
日本の基本装備として組み込まれている。
『大戦略シリーズ』
日本もしくはN国の装備として登場する。